# Augustin Saltraille

a Compétitions nationales et continentales officielles uniquement.

Augustin Saltraille, né le 8 février 1910 à Saint-Cyprien et mort le 17 juin 2003 à Perpignan, est un joueur de rugby à XV et de rugby à XIII  évoluant au poste de Demi d'ouverture dans les années 1930 et 1940, reconverti entraîneur de rugby à XIII.
Dès la saison 1929-1930, en rugby à XV, Saltraille est régulièrement aligné avec l'USA Perpignan qui évolue dans le Championnat de France. il y joue jusqu'à la saison 1933-1934. Lors de l'arrivée du rugby à XIII, il est radié par la fédération française de rugby à XV pour pratique de rugby à XIII, il rejoint donc le projet du XIII Catalan à l'instar de nombreux joueurs de l'USA Perpignan tels que François Noguères, Roger Ramis, André Bruzy et Aimé Bardes dès la saison 1934-1935. Le XIII Catalan devient rapidement une place forte du mouvement du XIII et avec Saltraille remporte le Championnat de France en 1936 et la Coupe de France en 1939.
La Seconde Guerre mondiale débute, Saltraille devient alors entraîneur et prend en main le XIII Catalan de 1939 à 1957, le club remportant le Championnat de France en 1957 et la Coupe de France en 1945 et 1950 avec Noguères, Paul Dejean, Gaston Comes, Irénée Carrère, Ambroise Ulma, Frédéric Trescazes, Jep Maso ou encore Lucien Barris. Plus tard, il prend en main les juniors du XIII Catalan puis le club banlieusard de Perpignan l'AS Saint-Estève à la fin des années 1960 lors de l'arrivée du club en première division.

## Biographie
Il naît le 8 février 1910 à Saint-Cyprien. Son père, Auguste Saltraille, est épicier et sa mère se prénomme Hélène Bolte.

## Palmarès

### En tant que joueur

#### Rugby à XV

##### En club
| Saison    | Saison        | Championnat           | Championnat | Championnat | Championnat | Championnat | Championnat | Championnat |
| Saison    | Saison        | Compétition           | M           | Pts         | Ess.        | Buts        | Dp.         |             |
| --------- | ------------- | --------------------- | ----------- | ----------- | ----------- | ----------- | ----------- | ----------- |
| 1929-1930 | USA Perpignan | Championnat de France | ?           | -           | -           | -           | -           |             |
| 1930-1931 | USA Perpignan | Championnat de France | ?           | -           | -           | -           | -           |             |
| 1931-1932 | USA Perpignan | Championnat de France | ?           | -           | -           | -           | -           |             |
| 1932-1933 | USA Perpignan | Championnat de France | ?           | -           | -           | -           | -           |             |
| 1933-1934 | USA Perpignan | Championnat de France | ?           | -           | -           | -           | -           |             |

#### Rugby à XIII
- Collectif : 
  - Vainqueur du Championnat de France : 1936 (XIII Catalan).
  - Vainqueur de la Coupe de France : 1939 (XIII Catalan).
  - Finaliste du Championnat de France : 1937 (XIII Catalan).
  - Finaliste de la Coupe de France : 1937 (XIII Catalan).

### Statistiques
| Saison    | Saison       | Championnat           | Championnat | Championnat | Championnat | Championnat | Championnat | Championnat | Coupe           | Coupe      | Coupe | Coupe | Coupe | Coupe | Coupe |
| Saison    | Saison       | Comp.                 | Class.      | M           | Pts         | Ess.        | Buts        | Dp.         | Comp.           | Class.     | M     | Pts   | Ess.  | Buts  | Dp.   |
| --------- | ------------ | --------------------- | ----------- | ----------- | ----------- | ----------- | ----------- | ----------- | --------------- | ---------- | ----- | ----- | ----- | ----- | ----- |
| 1934-1935 | XIII Catalan | Championnat de France | 6e          | ?           | -           | -           | -           | -           | Coupe de France | Finaliste  | ?     | -     | -     | -     | -     |
| 1935-1936 | XIII Catalan | Championnat de France | Vainqueur   | ?           | -           | -           | -           | -           | Coupe de France | 1/4 finale | ?     | -     | -     | -     | -     |
| 1936-1937 | XIII Catalan | Championnat de France | Finaliste   | ?           | -           | -           | -           | -           | Coupe de France | Finaliste  | ?     | -     | -     | -     | -     |
| 1937-1938 | XIII Catalan | Championnat de France | 1/4 finale  | ?           | -           | -           | -           | -           | Coupe de France | 1/2 finale | ?     | -     | -     | -     | -     |
| 1938-1939 | XIII Catalan | Championnat de France | 5e          | ?           | -           | -           | -           | -           | Coupe de France | Vainqueur  | ?     | -     | -     | -     | -     |

### En tant qu'entraîneur

#### Rugby à XIII
- Collectif : 
  - Vainqueur du Championnat de France : 1957 (XIII Catalan).
  - Vainqueur de la Coupe de France : 1945 et 1950 (XIII Catalan).
  - Finaliste du Championnat de France : 1951 (XIII Catalan).
  - Finaliste de la Coupe de France : 1946, 1952, 1954 et 1957 (XIII Catalan).